# Kanton Sully-sur-Loire
Kanton Sully-sur-Loire (francouzsky Canton de Sully-sur-Loire) je francouzský kanton v departementu Loiret v regionu Centre-Val de Loire. Tvoří ho 10 obcí.

## Obce kantonu
- Cerdon
- Guilly
- Isdes
- Lion-en-Sullias
- Saint-Aignan-le-Jaillard
- Saint-Florent
- Saint-Père-sur-Loire
- Sully-sur-Loire
- Viglain
- Villemurlin